# Jan Carlsson (friidrottare)
Jan Axel Carlsson, född 10 oktober 1930 i Göteborgs Haga församling, död 16 januari 1979 i Härlanda församling, Göteborg, var en svensk friidrottare (sprinter) som tävlade för IFK Göteborg. Han utsågs 1954 till Stor grabb nummer 170 i friidrott.

## Karriär (friidrott)
1953 tog Jan Carlsson sitt första SM-tecken, på 200 meter med 21,9 s.
Den 14 augusti 1954 vid SM i Stockholm (som han vann) tangerade han Lennart Strandbergs svenska rekord på 200 meter (21,4 s). Vid EM i Bern detta år kom han på femte plats på både 100 meter (10,7 s) och 200 meter (21,5 s). I Bern förbättrade han också det svenska rekordet på 200 meter med en tiondel till 21,3 s. Carlsson vann SM på 100 meter detta år, på 11,0 s.
1955 vann han åter 200 meter på SM, nu med 21,6 s.
Den 17 oktober 1956 i Bryssel förbättrade han sitt svenska rekord på 200 meter till 21,2 s. Han fick behålla det till 1961 då Owe Jonsson slog det.

## Personliga rekord
- 100 m: 10,6 s (Överåsvallen i Göteborg, 11 juni 1954) [3]
- 200 m: 21,2 s (Bryssel Belgien, 17 oktober 1956) [8]
- 400 m: 48,2 s (Oslo Norge, 31 juli 1957) [9]

Jan Carlsson är begravd på Kvibergs kyrkogård i Göteborg.

### Fotnoter
1. 1 2 3 4   Svenska Mästerskapen i friidrott 1896-2005. Trångsund: Erik Wiger/TextoGraf Förlag. 2006. ISBN 91-631-9065-6, sid 36
2. 1 2 3 4 5   Svenska Mästerskapen i friidrott 1896-2005. Trångsund: Erik Wiger/TextoGraf Förlag. 2006. ISBN 91-631-9065-6, sid 40
3. 1 2   Sverigebästa genom tiderna i friidrott. Trångsund: Bengt Holmberg/TextoGraf Förlag. 2009. ISBN 978-91-977146-3-1, sid 34
4. ↑  Sveriges Dödbok 1901–2009, DVD-ROM, Version 5.00, Sveriges Släktforskarförbund (2010).
5. 1 2  Stora grabbars märke Läst 2015-06-24
6. ↑  friidrott.se:s Stora Grabbar-sida Arkiverad 31 mars 2016 hämtat från the Wayback Machine. Läst 2015-06-24
7. 1 2 3  ”Swedish Athletic Page”. Arkiverad från originalet den 8 december 2007. https://web.archive.org/web/20071208031252/http://home.swipnet.se/~w-92028/. Läst 18 november 2007.
8. ↑   Sverigebästa genom tiderna i friidrott. Trångsund: Bengt Holmberg/TextoGraf Förlag. 2009. ISBN 978-91-977146-3-1, sid 67
9. ↑   Sverigebästa genom tiderna i friidrott. Trångsund: Bengt Holmberg/TextoGraf Förlag. 2009. ISBN 978-91-977146-3-1, sid 90
10. ↑  SvenskaGravar